# Saxifraga decussata
Saxifraga decussata är en stenbräckeväxtart som beskrevs av John Anthony. Saxifraga decussata ingår i Bräckesläktet som ingår i familjen stenbräckeväxter. Inga underarter finns listade i Catalogue of Life.